# DDR-Leichtathletik-Hallenmeisterschaften 1970
Die DDR-Leichtathletik-Hallenmeisterschaften wurden 1970 zum siebten Mal ausgetragen und fanden vom 14. bis 15. Februar wie in den Jahren zuvor in der Dynamo-Sporthalle im Sportforum von Ost-Berlin statt, bei denen in 21 Disziplinen (12 Männer/9 Frauen) die Meister ermittelt wurden. Erstmals mit auf dem Programm standen bei den Frauen der 1500-Meter-Lauf.
Bei den Männern gelang es fünf Athleten (Hermann (1500 m), Nordwig (Stab), Beer (Weit), Drehmel (Drei) und Briesenick (Kugel)) ihren Titel aus dem Vorjahr zu verteidigen, was bei den Frauen zwei Athletinnen (Balzer (55 m Hürden) und Schmidt (Hoch)) gelang. Für Karin Balzer und Dieter Hermann war es der Vierte sowie für Rita Schmidt und Klaus Beer der dritte Titel in Folge.
Für den sportlichen Höhepunkt sorgte Karin Balzer mit der neuen Hallenweltbestleistung von 7,5 s über 55 Meter Hürden. Bereits im Vorlauf egalisierte sie mit 7,6 s ihre alte Bestmarke. Neue europäische Hallenbestleistungen erzielten Renate Meißner im 55-Meter-Sprint und Hartmut Briesenick im Kugelstoßen. Klaus Beer sprang als erster DDR-Weitspringer in der Halle über acht Meter und stellte eine neue DDR-Hallenbestleistung auf, welche im Hochsprung Gerd Dührkop mit 2,14 m egalisierte.
Zu zwei Meisterehren kamen in diesem Jahr Renate Meißner, Waltraud Pöhland und Wolfgang Müller. Mit insgesamt 5 Gold-, 1 Silber- und 3 Bronzemedaillen stellte der ASK Vorwärts Potsdam die erfolgreichste Mannschaft bei den Meisterschaften.

## Männer

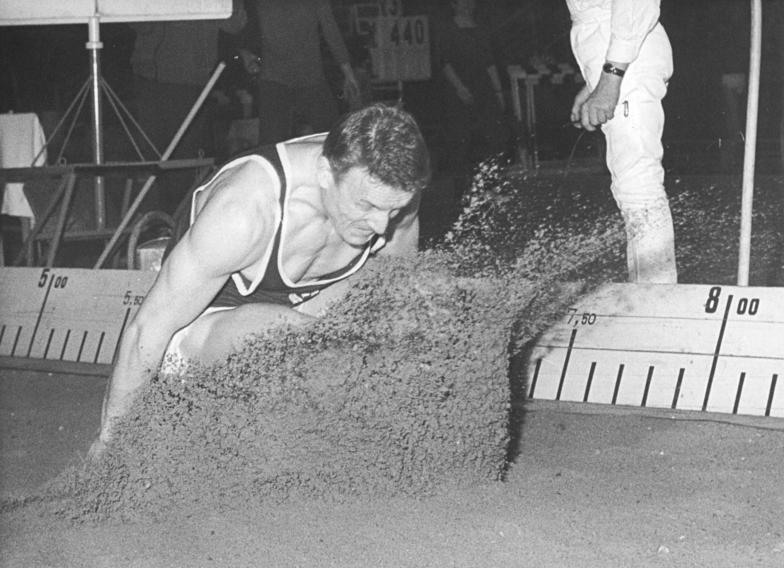
Klaus Beer schaffte im Weitsprung den ersten 8-Meter-Sprung eines DDR-Athleten in der Halle.

| Disziplin                                                                                            | Gold                                                                                    | Gold        | Silber                                                                     | Silber      | Bronze                                                                 | Bronze      |
| 0055 m                                                                                               | Hermann Burde ASK Vorwärts Potsdam                                                      | 6,2 s       | Detlef Beckmann SC Dynamo Berlin                                           | 6,2 s       | Peter Haase ASK Vorwärts Potsdam                                       | 6,3 s       |
| 0400 m                                                                                               | Wolfgang Müller ASK Vorwärts Potsdam                                                    | 48,4 s      | Helmut Ebert SC Leipzig                                                    | 49,0 s      | Wolfgang Gutschmidt SC Dynamo Berlin                                   | 49,4 s      |
| 0800 m                                                                                               | Alfred Seyffarth SC Turbine Erfurt                                                      | 1:50,9 min  | Reinhard Dominik SC Traktor Schwerin                                       | 1:51,4 min  | Wolfgang Schmidt SC Magdeburg                                          | 1:51,8 min  |
| 1500 m                                                                                               | Dieter Hermann SC Turbine Erfurt                                                        | 3:45,6 min  | Bernd Exner SC Turbine Erfurt                                              | 3:46,1 min  | Klaus-Peter Justus SC Motor Jena                                       | 3:47,5 min  |
| 3000 m                                                                                               | Dietmar Nagel SC Turbine Erfurt                                                         | 7:56,2 min  | Joachim Krebs SC Magdeburg                                                 | 8:00,8 min  | Jürgen Haase SC Leipzig                                                | 8:04,6 min  |
| 4 × 2 Runden (286 m)                                                                                 | ASK Vorwärts Potsdam Rainer Friedrich Hans-Joachim Zenk Peter Kolkowski Wolfgang Müller | 2:13,9 min  | SC Dynamo Berlin Lutz Waldner Klaus Woitzik Jürgen Hartwig Jochen Landgraf | 2:16,2 min  | SC Karl-Marx-Stadt Klaus Eidam Mathias Clauß Andreas Scheibe Marno Rau | 2:16,6 min  |
| 55 m Hürden                                                                                          | Frank Siebeck SC Leipzig                                                                | 7,0 s       | Raimund Bethge ASK Vorwärts Potsdam                                        | 7,1 s       | Lothar Krohn SC Neubrandenburg                                         | 7,2 s       |
| Hochsprung                                                                                           | Gerd Dührkop SC Empor Rostock                                                           | 2,14 m      | Karl-Heinz Grützner SC Karl-Marx-Stadt                                     | 2,11 m      | Wolfgang Hübner ASK Vorwärts Potsdam Herbert Hüttl SC Magdeburg        | 2,08 m      |
| Stabhochsprung                                                                                       | Wolfgang Nordwig SC Motor Jena                                                          | 5,10 m      | Joachim Bär SC Dynamo Berlin                                               | 5,00 m      | Christian Prygiel SC Dynamo Berlin                                     | 5,00 m      |
| Weitsprung                                                                                           | Klaus Beer SC Dynamo Berlin                                                             | 8,04 m      | Siegfried Schenke SC DHfK Leipzig                                          | 7,75 m      | Hans-Jürgen Bombach SC Dynamo Berlin                                   | 7,63 m      |
| Dreisprung                                                                                           | Jörg Drehmel ASK Vorwärts Potsdam                                                       | 16,21 m     | Siegfried Dähne SC Leipzig                                                 | 16,02 m     | Heinz-Günter Schenk SC Dynamo Berlin                                   | 15,90 m     |
| Kugelstoßen                                                                                          | Hartmut Briesenick SC Dynamo Berlin                                                     | 19,92 m     | Heinz-Joachim Rothenburg SC Dynamo Berlin                                  | 19,77 m     | Uwe Grabe SC Cottbus                                                   | 18,99 m     |
| Der Meister im 10-km-Gehen wurde am 7. März 1970 in der Senftenberger Sporthalle Aktivist ermittelt. |                                                                                         |             |                                                                            |             |                                                                        |             |
| 10 km Gehen                                                                                          | Peter Frenkel ASK Vorwärts Potsdam                                                      | 42:49,0 min | Joachim Schlechtweg SG Dynamo Meiningen                                    | 47:08,4 min | Lutz Wittke ASK Vorwärts Potsdam                                       | 47:54,0 min |

## Frauen

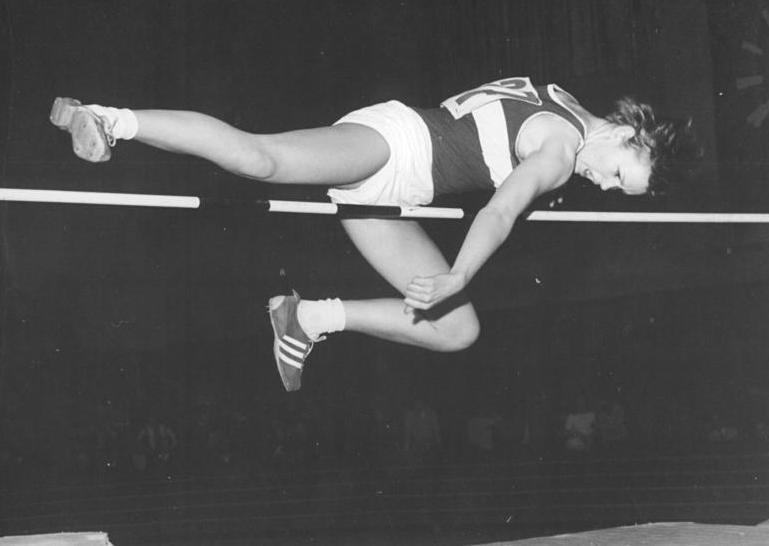
Rita Schmidt holte im Hochsprung ihren dritten Titel in Folge.

| Disziplin           | Gold                                                                          | Gold       | Silber                                                                         | Silber     | Bronze                                                                           | Bronze     |
| 0055 m              | Renate Meißner SC Motor Jena                                                  | 6,6 s      | Karin Balzer SC Leipzig                                                        | 6,8 s      | Petra Vogt SC Chemie Halle                                                       | 6,9 s      |
| 0400 m              | Waltraud Dietsch SC Magdeburg                                                 | 55,9 s     | Helga Fischer SC Karl-Marx-Stadt                                               | 56,4 s     | Monika Zehrt SC Dynamo Berlin                                                    | 56,7 s     |
| 0800 m              | Waltraud Pöhland SC Motor Jena                                                | 2:09,2 min | Christine Rößler SC Leipzig                                                    | 2:10,6 min | Maritta Politz SC Chemie Halle                                                   | 2:10,9 min |
| 1500 m              | Gunhild Hoffmeister SC Cottbus                                                | 4:22,3 min | Katharina Clausnitzer SC Einheit Dresden                                       | 4:29,3 min | Christine Ruzicka SC Karl-Marx-Stadt                                             | 4:36,7 min |
| 4 × 1 Runde (143 m) | SC Motor Jena Bärbel Schrickel Renate Meißner Ingrid Schmidt Waltraud Pöhland | 1:10,5 min | SC Dynamo Berlin Gisela Sawatzki Gabriele Zindler Monika Zehrt Kerstin Wegmann | 1:10,8 min | SC Einheit Dresden Christine Bartsch Kristina Ziegler Petra Thomas Evelin Kaufer | 1:12,3 min |
| 55 m Hürden         | Karin Balzer SC Leipzig                                                       | 7,5 s      | Annelie Jahns SC Magdeburg                                                     | 7,8 s      | Gitta Müller SC Neubrandenburg                                                   | 7,9 s      |
| Hochsprung          | Rita Schmidt SC DHfK Leipzig                                                  | 1,83 m     | Karin Schulze SC DHfK Leipzig                                                  | 1,77 m     | Rosemarie Witschas SC Cottbus                                                    | 1,77 m     |
| Weitsprung          | Burghild Wieczorek SC DHfK Leipzig                                            | 6,32 m     | Christine Bartsch SC Einheit Dresden                                           | 6,16 m     | Margrit Herbst SC Magdeburg                                                      | 6,05 m     |
| Kugelstoßen         | Hannelore Friedel SC Motor Jena                                               | 17,68 m    | Renate Boy SC Empor Rostock                                                    | 17,40 m    | Marita Lange SC Chemie Halle                                                     | 17,10 m    |

1. ↑   Karin Balzer egalisierte im Vorlauf mit 7,6 s ihre eigene Hallenweltbestleistung.

## Medaillenspiegel
Der Medaillenspiegel umfasst die Medaillengewinner und -gewinnerinnen aller Wettbewerbe.
| Platz | Verein                        | Verein               | Gold | Silber | Bronze | Gesamt |
| 01    | Logo vom ASK Vorwärts Potsdam | ASK Vorwärts Potsdam | 5    | 1      | 3      | 9      |
| 02    | Logo vom SC Motor Jena        | SC Motor Jena        | 5    | –      | 1      | 6      |
| 03    | Logo vom SC Turbine Erfurt    | SC Turbine Erfurt    | 3    | 1      | –      | 4      |
| 04    | Logo vom SC Dynamo Berlin     | SC Dynamo Berlin     | 2    | 5      | 5      | 120    |
| 05    | Logo vom SC Leipzig           | SC Leipzig           | 2    | 4      | 1      | 7      |
| 06    |                               | SC DHfK Leipzig      | 2    | 2      | –      | 4      |
| 07    | Logo vom SC Magdeburg         | SC Magdeburg         | 1    | 2      | 3      | 6      |
| 08    | Logo vom SC Empor Rostock     | SC Empor Rostock     | 1    | 1      | –      | 2      |
| 09    | Logo vom SC Cottbus           | SC Cottbus           | 1    | –      | 2      | 3      |
| 10    | Logo vom SC Karl-Marx-Stadt   | SC Karl-Marx-Stadt   | –    | 2      | 2      | 4      |
| 11    | Logo vom SC Einheit Dresden   | SC Einheit Dresden   | –    | 2      | 1      | 3      |
| 12    | Logo vom SC Traktor Schwerin  | SC Traktor Schwerin  | –    | 1      | –      | 1      |
| 12    | Logo der SG Dynamo Meiningen  | SG Dynamo Meiningen  | –    | 1      | –      | 1      |
| 14    | Logo vom SC Chemie Halle      | SC Chemie Halle      | –    | –      | 3      | 3      |
| 15    | Logo vom SC Neubrandenburg    | SC Neubrandenburg    | –    | –      | 2      | 2      |
|       | Total                         | Total                | 22   | 22     | 23     | 67     |